# IC 4059
IC 4059 ist eine elliptische Galaxie vom Hubble-Typ E im Sternbild Coma Berenices am Nordsternhimmel. Sie ist schätzungsweise 1429 Millionen Lichtjahre von der Milchstraße entfernt.
Das Objekt wurde am 27. Januar 1904 von Max Wolf entdeckt.